# Захарова, Марина Ивановна
Марина Ивановна Захарова (род. 1 мая 1970) — российская самбистка и дзюдоистка, чемпионка России по дзюдо 1995 года, чемпионка России по самбо 1997 года, двукратная чемпионка мира по самбо, Заслуженный мастер спорта России по самбо. По самбо выступала в первой средней весовой категории (до 68 кг). Тренировалась под руководством Николая Данилова. Выпускница Пермского ГПИ 1994 года. Работает заместителем директора МБУ спортивной школы олимпийского резерва «Олимпиец» города Соликамск. В свободное время увлекается рыбалкой.

## Спортивные результаты
- Чемпионат России по дзюдо 1995 года — ;
- Чемпионат России по самбо среди женщин 1997 года — ;